# Héctor Herrera (Fußballspieler)
Héctor Miguel Herrera López (* 19. April 1990 in Tijuana, Baja California) ist ein mexikanischer Fußballspieler, der im Mittelfeld agiert. Er steht seit 2022 bei Houston Dynamo unter Vertrag.

## Leben

### Verein
Herrera wurde im Nachwuchsbereich des CF Pachuca ausgebildet und begann seine Profikarriere in der Segunda División bei diversen Farm- und Kooperationsteams der Tuzos. In dieser Zeit gewann er mit Universidad del Fútbol dreimal in Folge die Drittligameisterschaft der Liga de Ascenso in der Clausura 2009, der Apertura 2009 und der Clausura 2010.
Sein Debüt für die erste Mannschaft des CF Pachuca in der mexikanischen Primera División bestritt Herrera am 23. Juli 2011 bei der 1:4-Heimniederlage gegen Santos Laguna. Sein erstes Tor in der höchsten mexikanischen Spielklasse erzielte er am 5. Januar 2013 beim 2:0-Heimsieg gegen Atlante.
Im Sommer 2013 wechselte Herrera für die Ablösesumme von zehn Millionen Euro zum FC Porto, mit dem er in der Saison 2017/18 die portugiesische Fußballmeisterschaft gewann.
Zur Saison 2019/20 wechselte Herrera in die spanische Primera División zu Atlético Madrid. Er unterschrieb einen Vertrag mit einer Laufzeit bis zum 30. Juni 2022. Nach Ablauf des Vertrages schloss sich der Mexikaner ablösefrei Houston Dynamo an. Im September 2023 gewann er mit dem U.S. Open Cup seinen ersten Titel in den Vereinigten Staaten.

### Nationalmannschaft
Herrera absolvierte insgesamt 20 Spiele für die mexikanische U-23-Auswahl, mit der er 2012 das olympische Fußballturnier und das prestigeträchtige Turnier von Toulon gewann. Beim letztgenannten Turnier wurde Herrera außerdem zum besten Spieler gewählt.
Seit 2012 kam Herrera auch in diversen Spielen der A-Nationalmannschaft zum Einsatz und gehörte zum mexikanischen Aufgebot beim Konföderationen-Pokal 2013, wo er im zweiten Gruppenspiel gegen Brasilien (0:2) mitwirkte. Auch beim Konföderationen-Pokal 2017 stand er im Kader und kam in den fünf Turnierspielen zum Einsatz, wobei Mexiko Vierter wurde.
Bei den Weltmeisterschaften 2014 in Brasilien und 2018 in Russland stand er bei allen vier Spielen der Mexikaner in der Startelf.
Am 5. Juni 2022 bestritt er im Freundschaftsspiel gegen Ecuador sein 100. Länderspiel.

## Erfolge

### Verein
- Portugiesischer Meister: 2017/18
- Portugiesischer Supercupsieger: 2018
- Mexikanischer Drittligameister: Clausura 2009, Apertura 2009 und Clausura 2010 (alle mit Universidad del Fútbol)
- Spanischer Meister: 2020/21
- U.S. Open Cup 2023

### Nationalmannschaft
- Olympiasieger: 2012
- CONCACAF Gold Cup: 2015
- Vierter Platz beim FIFA-Konföderationen-Pokal 2017
- Sieger des Turniers von Toulon: 2012

## Auszeichnungen
- Bester Spieler des Turniers von Toulon: 2012
- Bester Spieler CONCACAF Gold Cup: 2021